# The Lookouts
The Lookouts var ett punkband med bl.a. medlemmarna Larry Livermore och Tré Cool. Bandet fanns 1985-1990.
Tré började spela där när han var 12 år. Numera spelar Tré tillsammans med Billie Joe Armstrong och Mike Dirnt i punkrockbandet Green Day.

## Medlemmar
- Larry Livermore (f. Lawrence Hayes 28 oktober 1947 i Detroit, Michigan - gitarr, sång
- Kain Kong (f. Kain Hanschke) - bas, sång
- Tré Cool (f. Frank Edwin Wright III 9 december 1972 i Frankfurt, Västtyskland) - trummor, sång

## Diskografi
Studioalbum
- One Planet One People (1987)
- Spy Rock Road (1989)

EP
- Mendocino Homeland (1990)
- IV (1991)

Demoalbum
- Lookout! It's the Lookouts (1985)